# Google语音搜索
Google语音搜索（英語：Google Voice Search）是一个Google的产品，允许通过对着手机或电脑说话使用Google进行搜索，即通过设备上传说出的内容，经过服务器进行识别，然后根据识别的结果搜索信息。
此外，Google语音搜索还支持语音操作，它允许用户通过语音给Android手机一个语音命令。然而，此功能目前仅限于少数语言：美国英语和英国英语，法语，意大利语，德语和西班牙语。
在Android 4.1（果冻豆）及以上版本，Google语音搜索被Google即时取代。

## Google语音搜索在Google.com
2011年6月14日，Google宣布，它将在其内部测试开始Google搜索，在未来的日子里将在Google.com上推出语音搜索。
Google现已支持在Google.com上语音搜索，但只能用Google Chrome浏览器。

## 支持的语言
Google语音搜索目前支持下列语言或变体语言：
- 南非語 自2010年[5]
- 巴斯克語 自2012年[6]
- 保加利亞語 since 2012[6]
- 加泰罗尼亚语 自2012年[6]
- 阿拉伯语 （7 种方言） 自2011年[7]
- 捷克语 自2010年[8]
- 荷兰语 自2010年[9]
- 英语 （澳大利亚，加拿大，印度，新西兰，南非，英国，美国) 自2008年啟動
- 芬兰语 自2012年[6]
- 法语 自2010年[10]
- 加利西亞語 自2012[6]
- 德语 自2010年[10]
- 希伯来语 自2011年[7]
- 匈牙利语 自2012年[6]
- 冰岛语 自2012年[6]
- 意大利语 自2010年[10]
- 印尼语 自2011年[9]
- 日语 自2009年[11]
- 韩语 自2010年[12]
- 拉丁语
- 官话（普通话） （繁體中文（台灣），簡體中文（中國），繁體中文（香港）) 自2009年[13]
- 马来语 自2011年[9]
- 挪威语 自2012年[6]
- 波兰语 自2010年[8]
- 儿童黑话 自2011年4月1日[14]尽管还未正式推出，但其并非一个愚人节玩笑。
- 葡萄牙语 （巴西，欧洲 自2012年[6]）
- 羅馬尼亞語 自2012年[6]
- 俄罗斯语 自2010年[8]
- 塞尔维亚语 自2012年[6]
- 斯洛伐克语 自2012年[6]
- 西班牙语 （阿根廷，玻利维亚，智利，哥伦比亚，哥斯达黎加，多米尼加共和国，厄瓜多尔，萨尔瓦多，危地马拉，洪都拉斯，墨西哥，尼加拉瓜，巴拿马，巴拉圭，秘鲁，波多黎各，西班牙，美国，乌拉圭，委内瑞拉）自2010年[10]，拉丁美洲西班牙语自2011年[9]
- 瑞典语 自2012年[6]
- 土耳其语 自2010年[8]
- 粤语 （香港繁体） 自2010年[15]
- 祖鲁语 自2010年[5]

## 历史
Google语音搜索曾经为Google实验室中的一个小工具，其允许用户使用手机进行Google查询。之后，此功能被取代，用户可拨打(650) 623-6706，Google语音搜索系统，等待听到Say your Search Keywords提示音后说出关键字。之后，用户仍然需要等待打开结果并通过点击链接进入。此时，演示这项服务的页面都被关闭。自从推出此服务，Google的一些旧产品，如GOOG-411，Google地图以及Google移动应用等可以通过各种方式使用语音识别技术。
在2012年10月30日，Google发布了iOS版的一个新的Google搜索应用程序，增强Google语音搜索功能，其功能与Google即时（Android果冻豆中的一个智能语音助手）以及苹果公司的Siri语音助手类似。根据评论，新的应用程序已经比Siri毫不逊色。在非官方苹果博客的评测中称，Google的语音搜索在iOS上是“令人惊讶的快速与相关，并比Siri更深入”。

## 與其他Google產品整合

### Google地圖語音搜索
在2008年的夏天，Google增加了黑莓Pearl版本的帶語音搜索的Google手機地圖，讓用戶可通過說話進行搜索。 更多信息見 https://www.google.com/mobile/blackberry/maps.html （页面存档备份，存于） 。

### Google手機軟體語音搜索
黑莓和諾基亞（塞班）手機的Google移動應用程式可以讓使用者觸摸一個按鈕後通過語音搜索完成他們的查詢。 更多信息見  https://www.google.com/mobile/apple/app.html （页面存档备份，存于） 。Google還推出了所有的「Google體驗」的Android手機帶語音搜索的1.1版本更新，其中包括在主面板上內置的Google搜索部件。
在2008年11月，Google推出了在iPhone上帶有Google語音搜索的Google手機軟體。 隨著後來的更新，Google宣布語音搜索應用適用於iPod touch，它需要第三方話筒。 2009年8月5日，T-Mobile公司與Google推出的Touch 3G，設有一觸式的Google語音搜索。

### YouTube語音搜索
自2010年3月，Google語音搜索的測試版部署在YouTube上，提供可選的自動文本字幕註釋，在註釋的情況下，不提供視頻。 此功能針對聽力障礙人群，目前，僅適用於使用英語為母語的使用者。